# Jorge Pobes
Jorge Pobes, pseudonimo di Jorge Gómez Espinosa (Saragozza, 4 novembre 1983), è un attore spagnolo, noto per aver interpretato il ruolo di Aníbal Buendía nella soap Il segreto e per quello di Liberto Méndez Aspe nella soap Una vita.

## Biografia
Jorge Pobes è nato il 4 novembre 1983 a Saragozza (Spagna), fin da piccolo ha mostrato un'inclinazione per la recitazione.

## Carriera
Jorge Pobes nel 2002 e nel 2003 ha seguito interpretazione presso la Metropolis Film and Theatre School. Nel 2003 ha seguito lezioni nel laboratorio di interpretariato presso la scuola J.C.Corazza con Catalina Lladó. Nel 2003 e nel 2004 ha si è laureato in arte drammatica presso la scuola diretta da Cristina Rota. Nel 2004 ha seguito canto presso la House of New Artists, mentre dal 2004 al 2006 ha seguito canto con Raquel Esteve. Dal 2003 al 2006 si è diplomato in arte drammatica presso la scuola superiore del teatro di Karpas e si è anche diploma in arte drammatica presso la Scuola Superiore del teatro di Karpas. Nel 2009 ha seguito un corso di interpretazione audiovisiva con Ramón Quesada e Luis Gimeno, mentre nel 2010 ha seguito un corso di interpretazione con Jaime Chávarri.
è apparso nei film come nel 2005 in The Tester, nel 2012 in Biografía de un bebé, nel 2013 in Esto no es una cita, nel 2015 in B, la película, nel 2016 in Julieta e nel 2020 in Uno para todos.
Nel 2006 ha recitato nelle serie Suárez y Mariscal, caso cerrado e in Caso cerrado. Nel 2007 ha recitato nella serie El comisario. Nel 2012 ha recitato nella serie Secretos y mentiras. Nel 2012 ha recitato nelle serie Mitos y leyendas, in Secretos y mentiras e in IP - La serie. Nel 2013 e nel 2014 ha interpretato il ruolo di Aníbal Buendía nella soap opera Il segreto. Nel 2015 ha recitato nelle serie El ministerio del tiempo e in Águila Roja.
Dal 2016 al 2021 è stato scelto da TVE per interpretare il ruolo di Liberto Méndez Aspe nella soap opera in onda su La 1 Una vita e dove ha recitato insieme ad attori come Sandra Marchena, Amparo Fernández, Alba Brunet e Carlos Serrano-Clark. Nel 2019 e nel 2020 ha partecipato al programma televisivo Telepasión española, in onda su La 1. Nel 2021 ha recitato nella serie ¿Y si sí...?.

## Filmografia

### Cinema
- The Tester, regia di Fernando Núñez Herrera (2005)
- Biografía de un bebé, regia di Hernán González Iglesias (2012)
- Esto no es una cita, regia di Guillermo Fernández Groizard (2013)
- B, la película, regia di David Ilundain (2015)
- Julieta, regia di Pedro Almodóvar (2016)
- Uno para todos, regia di David Ilundain (2020)

### Televisione
- Suárez y Mariscal, caso cerrado – serie TV (2006)
- Caso cerrado – serie TV (2006)
- El comisario – serie TV (2007)
- Mitos y leyendas – serie TV (2012)
- Secretos y mentiras – serie TV (2012)
- IP - La serie – serie TV (2012)
- Il segreto (El secreto de Puente Viejo) – soap opera (2013-2014)
- El ministerio del tiempo – serie TV (2015)
- Águila Roja – serie TV (2015)
- Una vita (Acacias 38) – soap opera (2016-2021)
- ¿Y si sí...? – serie TV (2021)
- La promessa  - soap opera (2024)

### Cortometraggi
- Soledad, regia di Angel Triguero (2003)
- Nire Laguna, regia di Laura Cañizares (2003)
- Malos modos, regia di Aitor Martín (2003)
- From lost to the rive, regia di Andrés Casamayor (2005)
- Dándolo todo, regia di Raquel Abad (2006)
- La leyenda del pozo amargo (2007)
- La verdad en la oreja, regia di Enrique Rambal (2010)
- Clubgéneris, regia di Guillermo Martínez (2011)
- Hasta el final del camino, regia di Bogdan Ionut Toma (2011)
- Celebra lo que Tienes, regia di Iván Rivas (2013)
- Como caído del cielo, regia di Luis Sánchez-Polack (2013)
- Desahucio, regia di Darío Frías e Iván Rivas (2014)
- Epiciclo, regia di Pablo A. Montero (2017)
- Lobisome, regia di Juan de Dios Garduño (2018)
- Un coche cualquiera, regia di David Pérez Sañudo (2019)

### Videoclip
- Out of the city (2013)

## Teatro
- La fuente de las palomas, diretto da Manuel Carcedo (2004)
- Historias de cuplé y sainete, diretto da Manuel Carcedo, presso il teatro Cía Lírica Apolo (2005)
- Con faldas y a lo loco, diretto da Miguel Cuevas (2005)
- Platero y los Trotacuentos, diretto da Manuel Carcedo (2005-2006)
- La Celestina, diretto da Manuel Carcedo (2005-2007)
- Bodas de sangre, diretto da J.M. Pardo (2006)
- La tía Mónica (2006)
- Yerma, diretto da Manuel Carcedo (2006-2007)
- Bajarse al morok, diretto da J.M. Pardo (2006-2007)
- Eloísa está debajo de un almendro, diretto da J.M. Pardo (2007)
- Ligazón di Ramón María del Valle-Inclán, diretto da Clara Cosials (2009)
- Filosofía barata, diretto da César de Nicolás e Miguel Catarecha (2010)
- El impostor, diretto da Darío Frías, presso il microteatro (2012)
- Mientras Ángela espera, diretto da Darío Frías (2012)
- Aventuras en el Jurásico, diretto da Carlos Bofill, presso il teatro Caser Calderón (2013)
- Desahucio, diretto da Darío Frías, presso il microteatro (2013)
- Viajar con el Viento, diretto da Nancho Novo (2018)

## Programmi televisivi
- Telepasión española (La 1, 2019-2020)

## Doppiatori italiani
Nelle versioni in italiano dei suoi film e delle sue serie TV, Jorge Pobes è stato doppiato da:
- Gianluca Cortesi[9] ne Il segreto[10]
- Andrea Oldani[11] in Una vita[12]

## Riconoscimenti
- Premios Pávez – Festival Nacional de Cortometrajes Talavera de la Reina
  - 2020: Vincitore come Miglior attore non protagonista per Un coche cualquiera